# ペンバ北部州
ペンバ北部州（ペンバほくぶしゅう、Mkoa wa Pemba Kaskazini）は、タンザニア東部インド洋に浮かぶペンバ島の北部を占める州である。ペンバ島と南方のウングジャ島（ザンジバル島）を合わせた領域がザンジバル国家であった。人口186,013人（2002年）、州都はウェテ（Wete）である。

## 隣接州
南部にペンバ南部州と接し、ペンバ海峡を挟んだ大陸側は、タンガ州である。

## 下位行政区画
- ミシュウェニ県（英語版）
- ウェテ県（英語版）